# Frogger Decades
Frogger Decades es un videojuego de acción-aventura que fue lanzada para iOS en 1 de septiembre de 2011 en Estados Unidos, y fue el aniversario Nª30 de la serie de frogger, desarrollado y Publicado por Konami.
- Datos: Q19632206